# Saint-Jean-Saint-Nicolas

Saint-Genis este o comună în departamentul Hautes-Alpes, Franța. În 1 ianuarie 2022 avea o populație de 1.090 de locuitori.